# Rigoberto Bran Azmitia
Rigoberto Bran Azmitia (4 de enero de 1923 – Ciudad de Guatemala, 1 de abril de 2002) fue un periodista, poeta e historiador guatemalteco.

## Biografía
Fue hijo de Juan Francisco Bran Mendizábal y Romelia Azmitia. Estudió en la Escuela Normal para Varones y aprendió linotipia de 1940 a 1944 en los talleres del diario Liberal Progresista, periódico oficial del gobierno del general Jorge Ubico. Contrajo matrimonio con Zoila Quintana, con quien procreó cinco hijos.
En 1944 fundó el periódico juvenil El Debate y en 1956, junto al periodista David Vela, fundó el museo del Libro Antiguo en la ciudad de Antigua Guatemala.
En 1960 la Hemeroteca Nacional de la cual fue director de 1960 a 1997.  Durante el Gobierno de facto del coronel Enrique Peralta Azurdia, junto con Monseñor Luis Mario Martínez de Lejarza promovió la denominada «Operación Escuela»  mediante la cual, con un mínimo aporte de cincuenta centavos de quetzal, cada alumno del país contribuía a la creación de nuevas escuelas y a la reparación y equipamiento de las más abandonadas.
Desempeñó los siguientes cargos: 
- linotipista del Diario de Centro América,
- reportero, redactor y jefe de información del diario  La Hora
- Subdirector del Archivo General de Centro América
- Director de la Hemeroteca Nacional.

## Obras
- Historia del Himno Nacional (1958)
- El libro de los reportajes (1960)
- La Alemania que vimos (1960)
- Puntos de contacto entre la historia de México y Guatemala (1961)
- Historia de los cuadros de la Independencia (1962)
- Vida y misión de una hemeroteca (1967)[2]
- Discursos Patrióticos (1968)
- La Politécnica  en sus primeros tiempos (1977)
- Parnaso antigüeño (1978)[3]
- Parnaso quetzalteco,
- Parnaso de la marimba,
- El Hermano Pedro en la poesía guatemalteca (1981)
- Índice general de las obras periódicas que posee la Hemeroteca Nacional (inédita)

## Muerte
Bran Azmitia murió a la edad de 80 años debido a una neumonía que se le complicó tras ser arrollado por un vehículo.  «El maestro», como era conocido Bran Azmitia, había ingresado a un hospital privado de la Ciudad de Guatemala después de que fuera atropellado por un vehículo, cuyo conductor se dio a la fuga.

## Información adicional
Fue condueño de la Finca «Lo de Bran». 

## Premios
Recibió los siguientes reconocimientos: 
- Reportero Estrella de la Asociación de Periodistas de Guatemala (APG), (1959)
- Orden del Quetzal en el grado de Comendador (1961)
- Orden de San Silvestre (1976)
- Emeritissimum de la Universidad de San Carlos de Guatemala (1981)
- Director Perpetuo de la Hemeroteca Nacional (1985)
- Ciudadano Distinguido por la Municipalidad de Guatemala (1988)
- Medalla de la Paz del Ministerio de Cultura (2000)[1]